# خوليو أبادي
خوليو أبادي (بالإسبانية: Julio César Abbadie)‏ مواليد 07 سبتمبر 1930 في مونتفيدو - الوفاة 16 يوليو 2014، كان لاعب كرة قدم أوروغوياني كان يلعب كمهاجم. سبق له أن لعب في كأس العالم لكرة القدم مع منتخب بلاده. لعب خلال مسيرته 623 مباراة سجل خلالها 161 هدفاً.

## المسيرة الاحترافية

### أندية لعب لها
- بنيارول
- نادي جنوى
- نادي ليكو

## روابط خارجية
- خوليو أبادي على موقع الاتحاد الدولي (مؤرشف)  (الإنجليزية)
- خوليو أبادي على موقع الاتحاد الأوربي (الإنجليزية)
- خوليو أبادي على موقع قاعدة بيانات كرة القدم.إي يو (الإنجليزية)
- خوليو أبادي على موقع ناشيونال فوتبول تيمز (الإنجليزية)
- خوليو أبادي على موقع Soccerway.com (الإنجليزية)
- خوليو أبادي على موقع عالم كرة القدم.نت (الإنجليزية)